# Ernst Weyden
Ernst Weyden, né le 18 mai 1805 et mort le 11 octobre 1869, est un lettré et un membre de la faculté à l'université de Cologne.

## Publications
Toutes les publications sont en allemand sauf indication contraire.
- Weyden, Ernst. Cöln's Vorzeit: Geschichten, Legenden und Sagen Cöln's nebst einer Auswahl cölnischer Volkslieder. Cöln a. Rh: Schmitz, 1826.
- (fr) Weyden, Ernst. Aventures merveilleuses de Siegfried Sagas. Paris: L. Janet, 1833.
- (fr) Weyden, Ernst. Fréderic et Gela. Sagas. Paris: L. Janet, 1833.
- (fr) Weyden, Ernst. Drachenfels et Rolandsech. Sagas. Paris: L. Janet, 1833.
- (fr) Weyden, Ernst. Loreley Sagas. Paris: L. Janet, 1833.
- (fr) Weyden, Ernst. La dame Richmodis. Sagas. Paris: L. Janet, 1833.
- (fr)Weyden, Ernst. Germain Joseph. Sagas. P. 43-47: [1] f. de pl, 1833.
- (fr)Weyden, Ernst.  Albertus Magnus. Sagas. Paris: L. Janet, 1833.
- Weyden, Ernst. Geschichte der Burgen, Rittergüter, Abteien und Klöster in den Rheinlanden und den Provinzen Jülich, Cleve, Berg und Westphalen, nach archivarischen und andern authentischen Quellen gesammelt und bearbeitet von F. E. von Mering und Ernst Weyden. II. Heft, mit der Abbildung der Schlossruine zu Andernach. Köln: H. A. Arend, 1834.
- Weyden, Ernst. Das Ahrthal ein Führer von der Mündung der Ahr bis zu ihrer Quellen ; historisch topographische Skizzen und naturhistorische Andeutungen; mit 6 Stahlstichen. Bonn: Habicht, 1835.
- Weyden, Ernst. Feierstunden. Köln: Renard und Dübyen, 1835.
- Weyden, Ernst. Kurzer Umriß der Geschichte der schönen Literatur Italiens. 1837.
- Weyden, Ernst. Godesberg, das Siebengebirge und ihre Umgebungen. Für den Fremden und Heimischen historisch-romantisch geschildert mit naturhistorischen Andeutungen. Bonn: T. Habicht, 1837.
- Weyden, Ernst. Godesberg, das Siebengebirge und ihre Umgebungen. 1838.
- Weyden, Ernst. Godesberg, das Siebengebirge und ihre Umgebungen für den Fremden und Heimischen historisch-romantisch geschildert mit naturhistorischen Andeutung ; mit 1 Stahlst. u. 1 Kt. Bonn: Habicht, 1838.
- Weyden, Ernst. Kölns Legenden, Sagen, Geschichten, nebst Volksliedern, Schwänken, Anekdoten, Sprichwörtern. Köln: Tonger, 1839.
- Weyden, Ernst. Das Ahrthal: ein Führer von der Mündung der Ahr bis zu ihren Quellen ; nebst einem Abstecher nach dem Laacher-See und dem Brohlthale, historisch-topographische Skizzen und naturhistorische Andeutungen. Bonn: Habicht, 1839.
- Weyden, Ernst. Das Ahrthal, ein Führer von der Mündung der Ahr bis zu ihren Quellen, nebst einem Abstecher nach dem Laacher-See und dem Brohlthale : historisch-topographische Skizzen und naturhistorische Andeutungen, von Ernst Weyden. 2. ... Auflage. Bonn: T. Habicht, 1839.
- Weyden, Ernst. Das Haus Overstolz zur Rheingasse, genannt Tempelhaus: Historische Skizze und Beschreibung seiner innere Ausschmückung. 1842.
- Weyden, Ernst. Das haus Overstolz zur Rheingasse genannt Tempelhaus Köln: M. Du Mont-Schauberg, 1842.
- Weyden, Ernst. Die Erfindung des Schießpulvers und der Feuerwaffen, ihre Einführung und Verbreitung in den Hauptstaaten Europas. [Schulprogramme Köln, 1844]. Köln: Schlösser, 1844.
- Weyden, Ernst. Die neuen Dom-Fenster, ein Weihe-Geschenk Sr. Maj. des Konigs Ludwig I. von Bayern. 1848.
- Weyden, Ernst. Die neuen Dom-Fenster, ein Weihe-Geschenk des Königs Ludwig I. von Bayern: zum Besten der Dombau-Gasse. Köln: Eilen, 1848.
- (fr) Weyden, Ernst. Études étymologiques. Köln: J. P. Bachem, 1853.
- Weyden, Ernst. Die neuen Glasgemälde im Dome zu Köln: ein Weihe-Geschenk Sr. Maj. des Königs Ludwig I. von Bayern. Köln: Franz Carl Eisen, 1854.
- Weyden, Ernst. Die Neuen Glasgemälde Im Dome Zu Köln, Ein Weihe-Geschenk ... des Königs Ludwigs I. Von Bayern, Beschreiben Von E. W. ... Dritte Auflage.1854.
- Weyden, Ernst. Sängerfahrt des Kölner Männer-Gesang-Vereins nach London. Köln: F.C. Eisen, dc 1854, 1854.
- Weyden, Ernst. Die neuen Glasgemälde im Dome zu Köln ... vermehrt durch eine kurze Geschichte der Glasmalerkunst. 1854.
- Weyden, Ernst. Rückblicke auf Köln's Kunstgeschichte. 1855.
- Weyden, Ernst.  Köln am Rhein vor fünfzig Jahren Sitten-Bilder nebst historischen Andeutungen und sprachlichen Erläuterungen. Köln: DuMont-Schauberg, 1862.
- Weyden, Ernst. Köln am Rhein vor fünfzig Jahren: Sitten-Bilder nebst historischen Andeutungen und sprachlichen Erklärungen. Köln: Du Mont-Schauberg, 1862.
- Weyden, Ernst. Die Schlacht bei Worringen am 5. Juni 1288. Koln: F.P. Bachem, 1864.
- Weyden, Ernst. Godesberg, das Siebengebirge, und ihre Umgebungen: Für den Fremden und Heimischen geschildert, mit naturhistorischen Andeutungen. Mit 1 Stahlstich und 1 Karte. Bonn: T. Habicht, 1864.
- Weyden, Ernst. Godesberg, das Siebengebirge und ihre Umgebungen. 1864.
- Weyden, Ernst. Das Siegthal: ein Führer von der Mündung bis zur Quelle des Flusses und durch seine Seitenthäler. Zugleich Handbuch für Reisende auf der Deutz-Siegener Eisenbahn. Topographisch-historische Skizzen nebst statistischen und naturgeschichtlichen Andeutungen. Mit 1 Stahlstich und 1 Karte. Bonn: T. Habicht, 1865.
- Weyden, Ernst. Das Siegthal: Ein Führer von der Mündung bis zur Quelle des Flusses und durch seine Seitenthäler ; Zugleich Handbuch für Reisende auf der Deutz-Siegener Eisenbahn. 1865.
- Weyden, Ernst. Das Siegthal ein Führer von der Mündung bis zur Quelle des Flusses und durch seine Seitenthäler ; zugleich Handbuch für Reisende auf der Deutz-Siegener Eisenbahn ; topographisch-historische Skizzen nebst statistischen und naturgeschichtlichen Andeutungen. Lesimple's Reisebücher, 2. Leipzig: Lesimple, 1865.
- Weyden, Ernst. Das Siegthal. Ein Führer von der Mündung bis zur Quelle des Flusses und durch seine Seitenthäler ... Mit 1 Stahlstich und 1 Karte. 1866.
- Weyden, Ernst. Geschichte der Juden in Köln am Rhein von den Römerzeiten bis auf die Gegenwart; nebst Noten und Urkunden. Köln: M. DuMont-Schauberg, 1867.
- Weyden, Ernst. Geschiche Der Juden in Köln Am Rhein Von Der Römerzeiten Bis Auf Die Gegenwart. Nebst Noten Und Urkunden. 1867.
- Weyden, Ernst. Geschichte der Juden in Köln am Rhein von den Römerzeiten bis auf die Gegenwart. Köln: Dumont, 1867.